# فیسکر آتوموتیو
فیسکر آتوموتیو، (به انگلیسی: Fisker Automotive) معروف به فیسکر، نام یک تولیدکنندهٔ خودروی برقی اسپرت بود.
این کمپانی آمریکایی که در سال ۲۰۰۷ میلادی در کالیفرنیا تأسیس شد، خودروی لوکس تمام‌برقی تولید می‌کرد. خودروی فیسکر کارما نخستین خودروی برقی لوکس جهان عنوان شد.
فیسکر نهایتاً در سال ۲۰۱۴ زیر انبوه بدهی‌های خود ورشکسته شد و اموال آن در یک مناقصه توسط یک شرکت چینی به نام گروه وانشیانگ خریداری گردید و از سال ۲۰۱۵ تحت نام  کارما آتوموتیو  به فعالیت مشغول است
اما با توجه به عدم فروش نام تجاری  فیسکر ، شرکت جدیدی توسط هنریک فیسکر و همسرش  دکتر گئتا گوپتا فیسکر  با نام فیسکر اینک در سال ۲۰۱۶ تاسیس گردید. شاسی بلند برقی فیسکر اوشن (Fisker Ocean) در سال ۲۰۲۱ عرضه می‌شود.

## تولید
قطعات این خودرو در ماساچوست، کانادا و نروژ ساخته شده، و خودروها در فنلاند و دلاویر مونتاژ می‌گردد. مرکز طراحی خودرو و مرکز اداری کمپانی در کالیفرنیای آمریکا قرار دارد.

## مجادله با تسلا موتورز

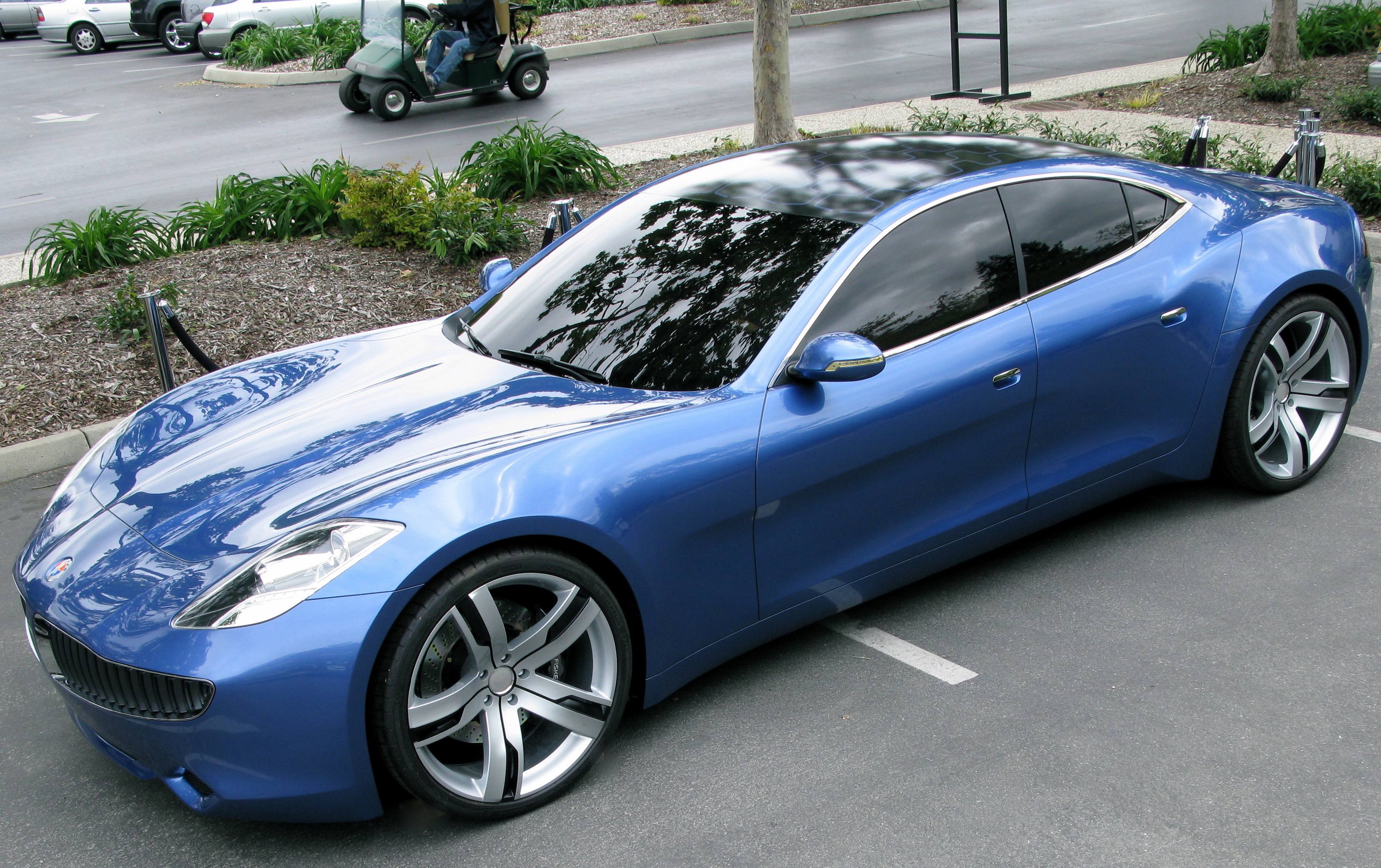
فیسکر کارما

فیسکر رقیب سرسخت تسلا موتورز است بطوریکه کمپانی تسلا در سال ۲۰۰۹ مدعی شد که فیسکر فناوری تسلا را دزدیده است.